# 八幡神社 (徳島市)
八幡神社（はちまんじんじゃ）は、徳島県徳島市に鎮座する神社。眉山麓に位置する。

## 歴史
元々は伊予国河野郷（現在の愛媛県松山市）に鎮座の氏神様を天文年間に阿波国に鎮祭。慶長7年（1602年）に瑞巌寺を置くにより、元禄10年（1697年）6月15日に現社地へ遷座した。阿波志によると、当時は社領20万石を有していたとされる。「寛保改神社帳」には、「富田浦八幡宮　神主富田　早雲斎宮」とある。
明治6年（1873年）に郷社に列したが、終戦後に宗教法人となり社格は撤廃。

## 祭事
- 初神楽祭 - 1月15日
- 夏祭り - 7月3日

## 境内社
- 家神社
- 水神社
- 稲荷神社
- 竜神社
- 阿波狸の祠

## 文化財
- 随神門 - 徳島市指定文化財。江戸中期の建物で、三間一戸の切妻造りである。本殿は昭和42年（1967年）11月に不審火で焼失し、現在のものは昭和62年（1987年）4月に復興したものである。

## 市中五社
- 諏訪神社 - 徳島市南佐古三番町
- 春日神社 - 徳島市眉山町大滝山
- 四所神社 - 徳島市福島
- 金刀比羅神社 - 徳島市勢見町

## 交通
- JR牟岐線阿波富田駅より徒歩約15分。